# Hypnophila polita
Hypnophila polita is een slakkensoort uit de familie van de Azecidae. De wetenschappelijke naam van de soort is voor het eerst geldig gepubliceerd in 1838 door Porro.